# La Pensée sauvage
Pour les articles homonymes, voir Pensée sauvage.
La Pensée sauvage est un essai de Claude Lévi-Strauss publié pour la première fois en 1962 chez Plon.

## Thématique
En utilisant le thème de l'ethnologie traditionnelle, l'auteur cherche à décrire les mécanismes de la pensée en tant qu'attribut universel de l'esprit humain. Pour lui, la pensée sauvage est présente en tout homme tant qu'elle n'a pas été cultivée et domestiquée à « fins de rendement ». Par l'utilisation de l'idée de rendement, il met en opposition l'utilité immédiate de la science et des connaissances dont a besoin la communauté pour se reproduire, avec une forme de pensée adaptée aux besoins sociaux ou de productivité des sociétés modernes. La pensée sauvage, « bricoleuse », associe les événements aux structures ; la pensée moderne, « ingénieuse », part de la structure pour créer l'événement.   
Partant de ce principe, l'évocation de thèmes tels que la science, la culture, les totems et castes, ou encore les « Catégories, Éléments, Espèces et Nombres », appuyés par de nombreuses références ethnologiques issues de l'étude de peuples primitifs variés, sont autant de moyens d'illustrer le fonctionnement de la pensée chez l'homme primitif. Mais sous ce travail ethnologique minutieux, se dissimule en réalité une tentative de démonstration que peu de chose démarque la pensée du « sauvage » de celle du « civilisé ». Qu'il est erroné d'affirmer que la différence entre la pensée primitive et la pensée moderne résiderait dans la capacité de cette dernière à appréhender la complexité ou des phénomènes complexes.
Les deux premiers chapitres intitulés « La Science du Concret » et « La Logique des Classifications Totémiques » cherchent à convaincre le lecteur de cette universalité de la pensée, et surtout de l'uniformité des capacités intellectuelles et conceptuelles des hommes quel que soit leur degré de civilisation. Le livre tente aussi de démontrer la relativité d'une supposée supériorité de la science des civilisés sur celle des archaïques. 
Ainsi, en nous expliquant dans le premier chapitre qu'il existe une science autre mais non moindre dans les sociétés dites primitives, mais dont la construction est empirique (contrairement à la science moderne, expérimentale mais aussi largement spéculative et théorique), l'auteur nous démontre que la science n'est pas l'apanage du moderne, mais qu'elle fait partie de l'histoire des hommes depuis des temps immémoriaux. 
À la suite, en nous présentant des systèmes de classification totémique dont l'existence est incontestablement archaïque, il nous prouve que le désir de classification du vivant et plus généralement de tout ce qui constitue l'univers des hommes (jusqu'aux concepts), ne correspond pas à une capacité des civilisations antiques (par exemple les systèmes de mémorisation de Cicéron), ou même modernes  (systématique de Carl von Linné, combinatoire de Gottfried Wilhelm Leibniz, ou encore travaux de Francis Bacon), mais qu'il existe sans aucun doute chez les peuples de tous continents des systèmes évolués de classification et de combinaisons.
Il s'achève par un chapitre consacré à une discussion d'un livre de Jean-Paul Sartre (Critique de la raison dialectique I), dont il conteste le regard sur certains fondements philosophiques de l'anthropologie. 

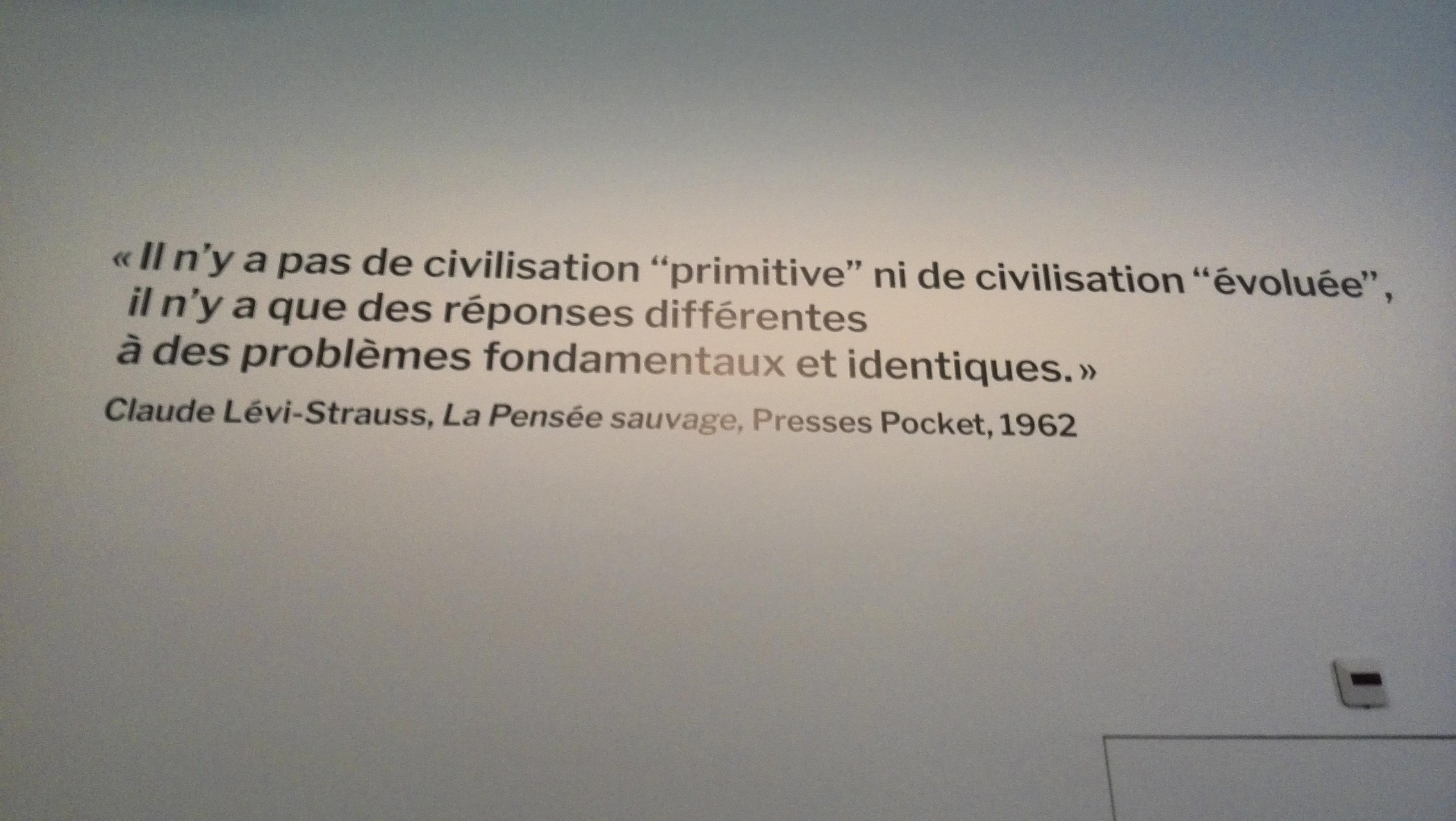
Claude Lévi-Strauss, citation tirée de « La pensée sauvage » - dans une galerie du 1er étage du Musée de l'homme - Paris

## Influence
Publié dans les années 60, La Pensée Sauvage est devenu un classique de l'ethnologie. Par ailleurs son influence sur les sciences humaines et sociales est aujourd'hui considérée comme décisive. L'anthropologue brésilien Eduardo Viveiros de Castro estime qu'« en forgeant le concept fondamental de “pensée sauvage”, [Lévi-Strauss] a montré que science, philosophie, art, religion, mythologie, magie, etc. se déploient en réalité sur un même axe, celui de la connaissance humaine ». 
André Comte-Sponville affirme quant à lui que dans son débat avec Sartre, Lévi-Strauss a retrouvé les termes du conflit entre Descartes et Spinoza : « Le sujet est-il ce dont il faut partir (Descartes, Sartre), ou l'illusion dont il faut se déprendre (Spinoza) ».

## Épigraphe
« Il n'y a rien au monde que les Sauvages, les paysans et les gens de province pour étudier à fond leurs affaires dans tous les sens ; aussi quand ils arrivent de la Pensée au Fait, trouvez-vous les choses complètes. » (Honoré de Balzac, Le Cabinet des Antiques)